# Jan Salestrand
Jan Salestrand, född 29 juli 1954 i Växjö, är en svensk reservofficer (generallöjtnant) i flygvapnet som var chef för H.M. Konungens stab. 

## Biografi
Salestrand har tidigare bland annat varit flottiljchef för Jämtlands flygflottilj (F 4) 2000–2003, ställföreträdande chef för Grundorganisationsledningen och chef för Produktionsledningen inom Högkvarteret. Han utnämndes till generallöjtnant 2007 och efterträdde i maj 2009 Sverker Göranson som chef för Högkvarteret vilket också gjorde att han blev Stockholms överkommendant.
Jan Salestrand var från 31 januari till 18 mars 2013 vikarierande överbefälhavare och chef för Försvarsmakten då ÖB Sverker Göransson var sjukskriven på grund av arbetsutmattning. Den 7 oktober 2014 utsågs Salestrand till statssekreterare till försvarsminister Peter Hultqvist vid Försvarsdepartementet. Den 1 oktober 2018 tillträde han som chef för H.M. Konungens stab, med ett förordnande längst till den 30 september 2023. Under förordnandet är han anställd som reservofficer med tjänstegraden generallöjtnant.

## Militär karriär
| Befattningar - 1975 – Instruktör, Västgöta flygflottilj - 1979 – Plutonchef, Västgöta flygflottilj - 1982 – Chef Allmän avdelning, Västgöta flygflottilj - 1987 – Kompanichef, Västgöta flygflottilj - 1990 – Lärare op/ta, Militärhögskolan - 1992 – Baschef, Västgöta flygflottilj - 1994 – Chef Flygvapenledningens bassektion - 1998 – Chef Planeringsavdelningen GRO/HKV - 2000 – Chef Jämtlands flygflottilj - 2002 – Stf C Grundorganisationsledningen - 2005 – Försvarsmaktens Förbandsproduktionschef - 2007 – Försvarsmaktens produktionschef - 2008 – Chef Ledningsstaben och Högkvarterschef | Karriär - 1975 – Sergeant - 1978 – Fänrik - 1981 – Löjtnant - 1983 – Kapten - 1987 – Major - 1992 – Överstelöjtnant - 1998 – Överste - 2003 – Brigadgeneral - 2005 – Generalmajor - 2007 – Generallöjtnant |

## Utmärkelser
- Konung Carl XVI Gustafs jubileumsminnestecken IV (CXVIG:sJmtIV, 2023) med anledning av Konung Carl XVI Gustafs 50-års regeringsjubileum
- Konung Carl XVI Gustafs jubileumsminnestecken II (CXVIG:sJmtII, 2016)
- H. M. Konungens medalj i guld av 12:e storleken med Serafimerordens band (Kon:sGM12mserafb, 2024) för förtjänstfulla insatser som chef för H.M. Konungens stab[9]
- Medaljen för nit och redlighet i rikets tjänst i guld (GMnor)
- Försvarsmaktens värnpliktsmedalj (FMvplSM)
- Flygvapenfrivilligas Riksförbunds förtjänstmedalj i silver (FVRFSM)
- Svenska Brukshundklubben förtjänstmedalj i guld (SBKGM)
- Riksförbundet Sveriges Lottakårers förtjänstmedalj i guld (SLKGM)
- Sveriges Kvinnliga Bilkårers Riksförbunds förtjänstmedalj i guld (SKBRGM)
- Kungliga Jämtlands flygflottiljs förtjänstmedalj i silver (JämtlfflSM)
- Förenta Nationernas medalj, Cypern
- Riddare av Förbundsrepubliken Tysklands förtjänstorden (RTyskRFO2kl, 1988)
- Distinguished Service Medal
- Storofficer av Italienska republikens förtjänstorden (14 januari 2019)[10]
- 1:a klassen av estländska Örnkorsets orden, 2 maj 2023.[11]